# Étienville
Étienville település Franciaországban, Manche megyében. Lakosainak száma 376 fő (2022. január 1.). Étienville Orglandes, La Bonneville és Picauville községekkel határos.

## Népesség
A település népességének változása:
| Lakosok száma | 277  | 365  | 392  | 332  | 376  | 375  | 371  | 372  | 376  | 376  |
|               | 1968 | 1982 | 1990 | 2006 | 2013 | 2015 | 2017 | 2019 | 2020 | 2022 |